# 江戸湾
江戸湾（えどわん）は、近世（およそ江戸後期）の東京湾を指すとされる造語。

## 解説
明治時代以前にそういう呼び名があったわけではないことに注意する必要がある。日本語での「江戸湾」という語の初出は不明であるが、司馬遼太郎の小説『竜馬がゆく』に登場し、この小説やテレビドラマなどで広まった。
日本武尊の東征において「馳水海」、あるいは景行天皇東国巡狩では「淡水門」と呼んだ例がある。だが、これらの名は東京湾の入り口の水道、もしくは三浦半島から見て「馳水海」、房総半島から見て「淡水門」呼んだ水門（みなと）を指したものである。以降の対岸交通では東海道の古道として中世文書に記されている。
地名としての江戸の成立は平安時代後期まで遡ると考えられるが、湾状の地形自体は意識されず、その名の由来の通り「江の入り口」との認識にとどまっている。江戸湊は、北の浅草湊、南の品川湊とならぶ港や河岸のことであった。また江戸前は単純に江戸城の前の意であり、芝浜（現・港区）や須崎（現・江東区）、佃沖などと並び、ほぼ漁場を示す語であった。江戸初期の三浦浄心『慶長見聞録』には「相模、安房、上総、下総、武蔵五カ国の中に大いなる入海あり」「今は鯨江戸浦まで来てうしおを空へ吹き上るを見れば」などの記述があるが、主に陸上の地名を表した三大国絵図（『正保国絵図』、『元禄国絵図』、『天保国絵図』）をはじめとする国絵図には東京湾に該当する地名はない。
江戸時代は鎖国と、主要航路は下田からの沿岸航路と利根川経由の河運だったため簡易的な「海瀬舟行図」以外には海図はほとんど用いられることがなかった。しかし、欧米各国の船が開国を求めて日本沿岸に現れるようになり、中には航海の安全のためとして、勝手に沿岸を測量し海図を作成し始める国も出た。ベネチアに残る1690年の日本図には、自国語で「江戸湾」の表記が見られる。このような状況は海防や海上交通の安全から問題視され、対策として沿岸の測量を実施し、1821年（文政4年）伊能忠敬による『大日本沿海輿地全図』（伊能図）が完成した。この図にも東京湾に該当する記載はないが、この頃より湾状の地形が意識されてようやく江戸前海や江戸内海の語が現れる。ただし、その意味するところは単に（武蔵相模上総下総の）内海、または裏海にすぎなかったようである。
その後の幕末や明治初期の記録文献を見ても依然としてこれらの語が用いられていて「江戸湾」の用例は知られていないが、やがて「東京湾」の語が定着し、区別のため、古代以前の東京湾のことを「古東京湾」や「奥東京湾」、中世から近世までの湾を「江戸湾」「江戸内海」などと呼称することが多いとされる。